# Билли Мэдисон
«Билли Мэдисон» (англ. Billy Madison) — американская комедия 1995 года режиссёра Тамры Дэвис. Главную роль в фильме исполняет Адам Сэндлер.

## Сюжет
Великовозрастный балбес Билли Мэдисон, наследник невероятно богатого владельца сети отелей, проводит круглые сутки в разглядывании непристойных журнальчиков, поглощая пиво и устраивая идиотские розыгрыши. Но однажды безделию приходит конец — его отец хочет передать свою компанию Эрику Гордону. Билли не может этого допустить и просит у отца права на компанию. И вот, для получения законного «наследства» Билли Мэдисону необходимо заново пройти всю школу за два месяца.

## В ролях
| Актёр            | Роль                   |
| ---------------- | ---------------------- |
| Адам Сэндлер     | Billy Madison          |
| Даррен Макгейвин | Brian Madison          |
| Бриджитт Уилсон  | Veronica Vaughn        |
| Брэдли Уитфорд   | Eric Gordon            |
| Джош Мостел      | Principal Max Anderson |
| Норм МакДональд  | Frank                  |
| Марк Бельтзман   | Jack                   |
| Ларри Ханкин     | Carl Alphonse          |
| Тереза Мерритт   | Juanita                |
| Дина Платиас     | Miss Lippy             |
| Стив Бушеми      | Danny McGrath          |
| Крис Фарли       | Bus Driver             |

## Съёмочная группа
| Режиссёр   | Тамра Дэвис                     |
| Сценаристы | Тим Херлихи, Адам Сэндлер       |
| Оператор   | Виктор Хаммер                   |
| Композитор | Рэнди Эдельман                  |
| Продюсеры  | Джек Джаррапуто, Роберт Симондз |